# Вирозуб Василь Дем'янович
Василь Дем'янович Вирозуб (нар. 25 травня 1970, м. Борщів, Тернопільська область) — український священник, капелан. Кавалер ордена «За заслуги» III ступеня (2022), лавреат нагороди «Пам'яті народів» (2023, Чехія).

## Життєпис
Василь Вирозуб народився 25 травня 1970 року у місті Борщеві, нині Борщівської громади Чортківського району Тернопільської области України.
Батько був старостою храму, а також фундатором та будівничим ще двох храмів на Борщівщині Тернопільської области, дідусь у сільській церкві акомпанував під час недільних служб на фісгармонії (аналог органу), брати батька, Петро і Василь, робили художні розписи у храмах та церквах, дядько, а також хресний, Василь Гаврилович Вирозуб, був священником української церкви митрофорний протоієрей.
Навчався в Борщівській музичній школі. Закінчив Тернопільське музичне училище, де вчився грати на кларнеті.
Після служби в армії навчався в духовній семінарії. Нині настоятель Свято-Троїцького храму ПЦУ м. Одеси.
Активний учасник Революції гідності. Був серед одних із перших священників, які взяли участь у створенні служби капеланів у підрозділах української армії. У 2015 році відправився на схід України і виконував обов'язки капелана в одному з підрозділів 72-ї ОМБр. Перебував разом із військовими в місцях виконання бойових завдань на Маріупольському напрямку.
25 лютого 2022 року у складі цивільного пошуково-рятувального судна «Сапфір» капелани Василь Вирозуб, Олександр Чоков, Леонід Болгаров, а також дитячий лікар Іван Тарасенко відправилися на захоплений ординцями острів Зміїний, щоб забрати тіла нібито загиблих українських захисників, але росіяни взяли їх у полон і невдовзі відправили спочатку в Севастополь, потім у фільтраційний табір у Бєлгородській області, а звідти у слідчий ізолятор № 2 міста Старий Оскол. Згодом Чокова, Болгарова і Тарасенка після 43 днів заточення, допитів та знущань звільнили, а Василя Вирозуба залишили в катівні, де продовжували допитувати, піддаючи жорстоким тортурам. 6 травня 2022 року був звільнений під час обміну полоненими. Проходив лікування і реабілітацію в госпіталі.

## Нагороди
- орден «За заслуги» III ступеня (23 серпня 2022) — за значні заслуги у зміцненні української державності, мужність і самовідданість, виявлені у захисті суверенітету та територіальної цілісності України, вагомий особистий внесок у розвиток різних сфер суспільного життя, відстоювання національних інтересів нашої держави, сумлінне виконання професійного обов'язку[8];
- нагорода «Пам'яті народів» (17 листопада 2023, м. Прага, Чехія)[1].